# Mekonsäure
Mekonsäure, auch Acidum Meconicum genannt, ist eine chemische Verbindung aus der Gruppe der Pyrone, die in einigen Mohngewächsen (Papaveraceae), etwa in Schlafmohn (Papaver somniferum) und Arznei-Mohn (Papaver bracteatum), enthalten ist. Die Verbindung ist mit 4–6 % einer der Inhaltsstoffe des Opiums (mekón = griech. Mohnkapsel) und kann dadurch zum Nachweis von Opium benutzt werden.

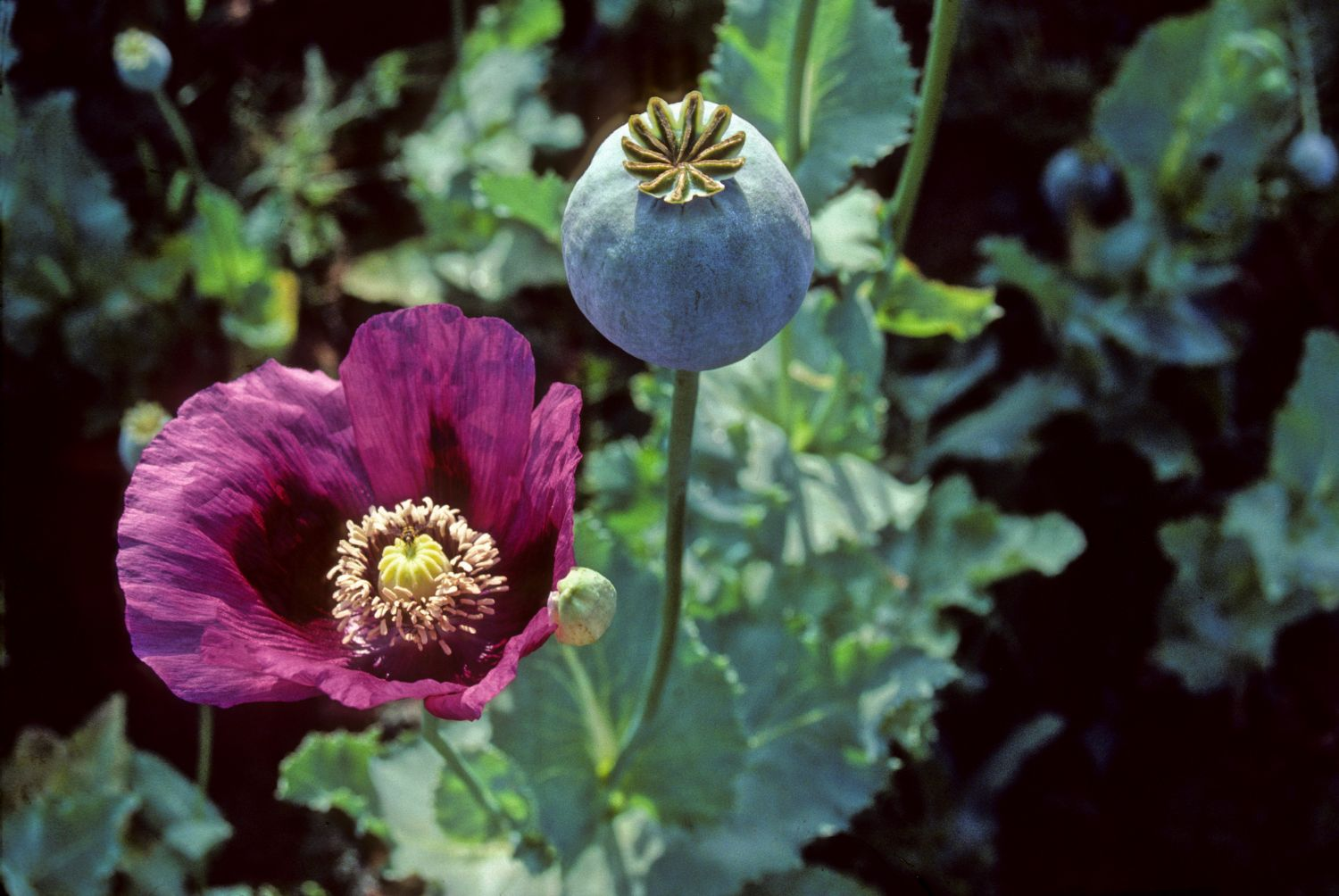
Schlafmohn, Papaver somniferum, aus dessen Milch Opium gewonnen werden kann.

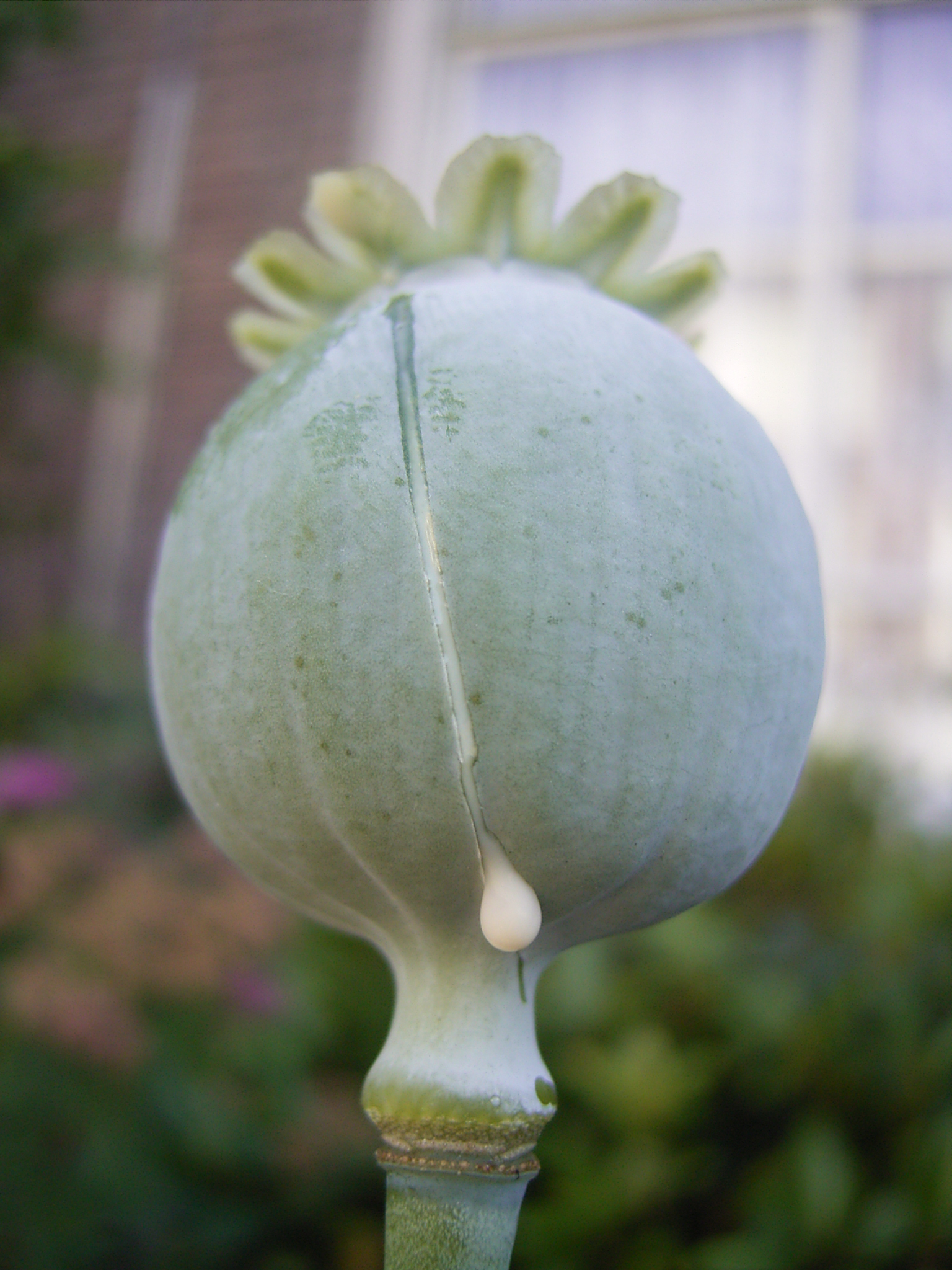
Durch Anritzen unreifer Samenkapseln gewonnener Milchsaft von Papaver somniferum liefert beim Trocknen Opium.

Mekonsäure wurde irrtümlich als narkotisch wirksam beschrieben, obwohl es keine oder nur eine geringe pharmakologische Wirkung zeigt und auch nicht medizinisch verwendet wird. Das Pyron bildet mit Alkaloiden und Metallen Salze, die Mekonate. Der französische Chemiker Armand Seguin war mit seinen Experimenten bis 1804 so weit gediehen, Mekonsäure erzeugen zu können, ohne jedoch zu wissen, ob es sich dabei um eine bestimmte Säure oder um eine mit pflanzlichen Bestandteilen verunreinigte Mischung handelte. Erstmals isoliert wurde Mekonsäure schließlich 1805 von Friedrich Sertürner.

## Eigenschaften
Mekonsäure zählt zu den Dicarbonsäuren; sie ist mit dem pKs1-Wert 1,83 und pKs2 von 2,11 eine starke Säure. Ihre Struktur enthält neben zwei Carboxygruppen (–COOH) eine Hydroxygruppe (–OH), die an einem Pyronring lokalisiert sind. Diese OH-Gruppe ist schwach sauer mit einem pKs-Wert von 11,3. Die Substanz ist farblos und nur wenig in Wasser und Methanol, besser in Ethanol und Benzol löslich. Auskristallisieren aus wässriger Lösung führt zu einem Trihydrat, das orthorhombische Plättchen bildet. Beim Erhitzen zersetzt sich Mekonsäure schrittweise, wobei sich bei Temperaturen ab 200 °C durch einfache Decarboxylierung Komensäure bildet. Mekonsäure zeigt – wie auch einige Phenole und Phenolsäuren – eine rote Färbung bei der Reaktion mit Eisen(III)-chlorid und wird zum titrimetrischen Nachweis von Fe(III)-Ionen eingesetzt.